# Еммілу Гарріс
Еммілу Гарріс (англ. Emmylou Harris; 2 квітня 1947, Бірмінгем, штат Алабама, США) — американська співачка, авторка пісень, гітаристка музики кантрі. Гарріс продала понад 15 мільйонів альбомів, зібрала кількана́цять премій «Греммі» та працювала з деякими найвідомішими іменами музики, серед яких Боб Ділан, Джонні Кеш, Рой Орбісон, Елвіс Костелло, Віллі Нельсон та Доллі Партон. У 2008 році її вписали до Залу слави музики кантрі в Нешвілі.

## Біографія

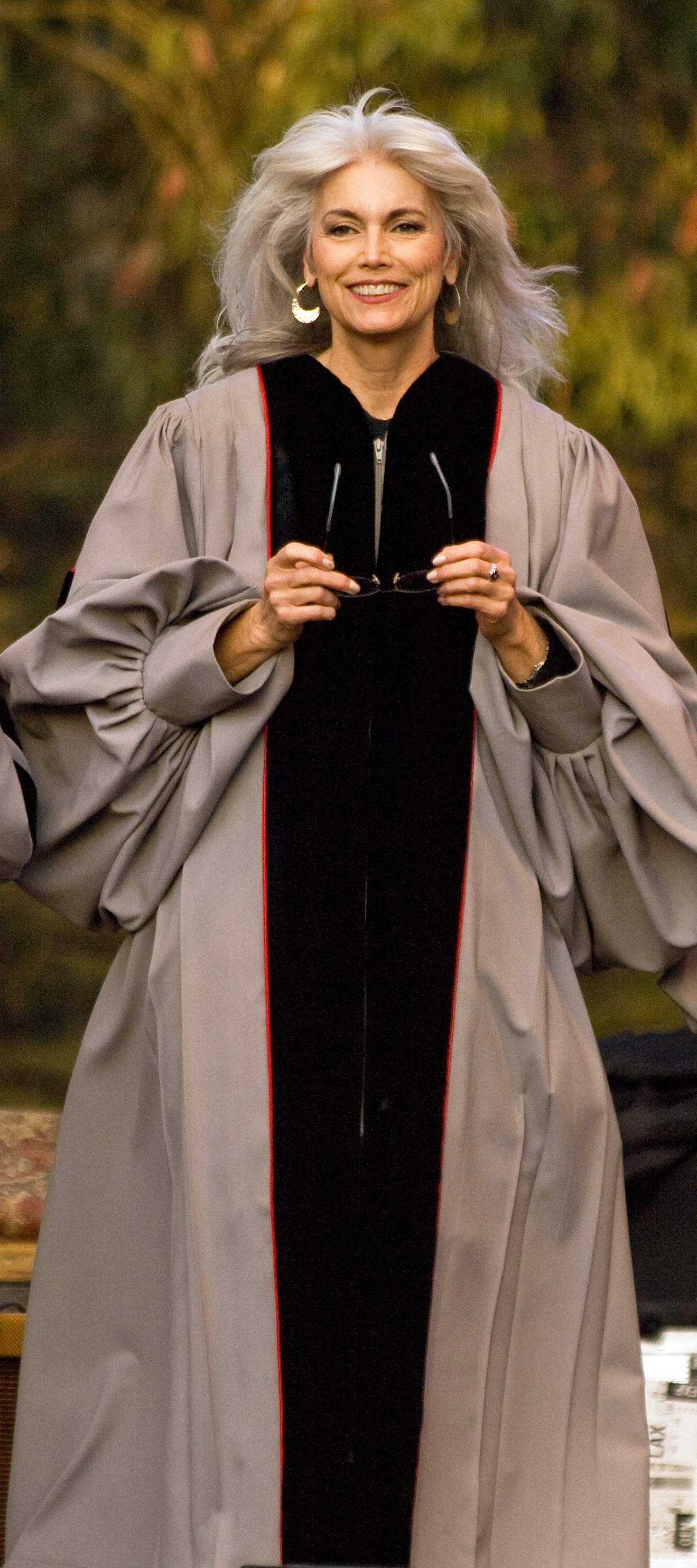
2009

Еммілу Гарріс закінчила Університет у штаті Північна Кароліна в Ґрінсборо. Тоді їй дуже подобалася музика Боба Ділана та Джоан Баез.
У 1970 році вона записала альбом Gliding Bird.
У 1971 році, коли вона виступала у складі тріо з місцевими музикантами, її помітив гітарист Кріс Гілмен і в 1972 році порекомендував приєднатися до американського співака, гітариста і піаніста Грема Парсонза, щоб взяти участь у записуванні його першого альбому. І тоді розпочалася її справжня кар'єра. Парсонз сформував її професійне життя і подякою за це була пісня Гарріс — «Дорога» (The Road).
У 1975 році Еммілу Гарріс випустила свій другий альбом «Шматки неба» (Pieces of the Sky), який став золотим у Сполучених Штатах Америки.

## Особисте життя
Еммілу Гарріс була одружена з Томом Слокумом (1969—1970, донька), Браяном Агерном (1977—1984, донька) та Полом Кеннерлі (1985—1993).